# Bapska
Bapska és una localitat de Croàcia situada dins de la ciutat de Ilok, comtat de Vukovar-Srijem. Es troba a una altitud de 147 msnm a 324 km de la capital nacional, Zagreb.

## Demografia
Al cens 2011 el total de població de la localitat va ser de 928 habitants.
| Gràfica de població de Bapska 1857-2011 |
|                                         |